# Mercado municipal (Deva)

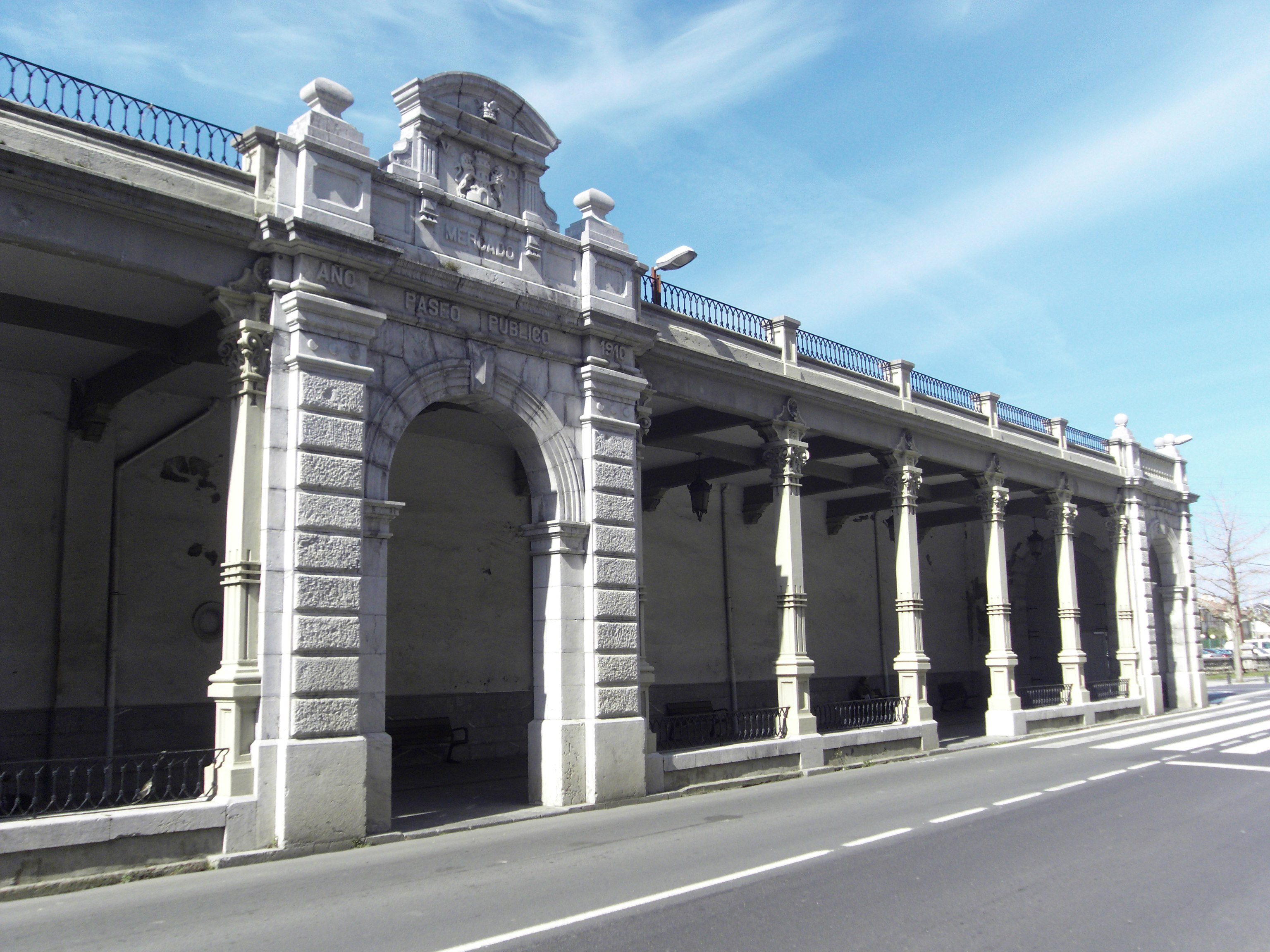
Mercado municipal de Deva

El mercado municipal es un elemento arquitectónico localizado en la localidad guipuzcoana de Deva (Guipúzcoa) España, que es un buen exponente de arquitectura ecléctica.
Realizado en 1910, pertenece a la tipología de elementos civiles o de la obra pública en los que se experimentan las nuevas tendencias arquitectónicas del principio del siglo XX.
Mercado de planta rectangular y cubierta plana. Presenta cuerpo central de piedra mientras que el resto de la construcción se ha realizado en hormigón. Construcción abierta en el frente que se deriva de la  función para la que se construyó, albergar el mercado, habiéndose realizado dicha apertura mediante arcos de medio punto apeados en columnas.
Como elementos decorativos destacan: la balaustrada de remate y la ornamentación de las columnas.